# Đặng Hùng Võ
Đặng Hùng Võ (sinh 25 tháng 11 năm 1946) là giáo sư, tiến sĩ khoa học, nguyên Thứ trưởng Bộ Tài nguyên và Môi trường (Việt Nam).

## Tiểu sử
Đặng Hùng Võ sinh năm 1946 tại Hà Nội. Bố ông là một trong số những trí thức đầu tiên của Hà Nội tham gia Cách mạng vào đúng ngày 2 tháng 9 năm 1945 và hy sinh trong Kháng chiến chống thực dân Pháp vào đúng ngày Toàn quốc kháng chiến cuối năm 1946, khi đó ông đã đầy 1 tháng tuổi.
Ông trải qua tuổi thơ với mẹ tại Gia Lâm, Hà Nội. Năm 1968, ông tốt nghiệp cử nhân toán học tại Trường Đại học Tổng hợp Hà Nội và bắt đầu công tác giảng dạy toán tại Trường Đại học Mỏ - Địa chất từ năm 1969 đến 1976. Trong thời gian này, ông theo học và tốt nghiệp kỹ sư trắc địa tại Trường năm 1975 trước khi chuyển về công tác tại Cục Đo đạc và Bản đồ Nhà nước (nay là Cục Đo đạc và Bản đồ Việt Nam trực thuộc Bộ Tài nguyên và Môi trường (Việt Nam) cho tới năm 1980.
Ông làm nghiên cứu sinh tiến sĩ tại Đại học Bách khoa Vác-sa-va (Ba Lan) từ 1980 đến 1984 sau đó được mời làm việc tại Viện Hàn lâm Khoa học Krakow từ 1984 đến 1988 và hoàn thành Luận án Tiến sĩ Khoa học tại đây. Trong thời gian này, ông trở nên giàu có với nghề tay trái là kinh doanh, buôn bán hàng hóa tại Ba Lan và các nước Đông Âu theo mô hình công ty đa quốc gia.
Ông trở về Việt Nam vào năm 1988 và tiếp tục công tác trong lĩnh vực trắc địa bản đồ, quản lý đất đai. Từ năm 1994, ông lần lượt trải qua các chức vụ quan trọng như Phó Tổng cục trưởng, Quyền Tổng cục trưởng Tổng cục Địa chính và Thứ trưởng Bộ Tài nguyên và Môi trường trước khi nghỉ hưu từ 1 tháng 3 năm 2007. Bên cạnh đó, năm 1996, ông tham gia xây dựng và mở chuyên ngành đào tạo Cử nhân Địa chính tại Trường Đại học Khoa học Tự nhiên, Đại học Quốc gia Hà Nội và giữ vai trò chủ nhiệm Bộ môn.
Ông tiếp tục giữ vai trò cố vấn cho một số dự án, nghiên cứu của các tổ chức quốc tế tại Việt Nam và tiếp tục công tác giảng dạy, nghiên cứu khoa học và hướng dẫn sinh viên, nghiên cứu sinh.
Ông được biết đến không chỉ như một nhà khoa học có nhiều đóng góp cho ngành quản lý đất đai Việt Nam, là người đặt nền móng cho việc xây dựng Luật Đất đai năm 2003, mang lại nhiều điểm mới cho công tác quản lý đất đai trong nước; mà còn như một người đàn ông khác biệt, đặc biệt phóng khoáng trong tình yêu.

## Giải thưởng
Đặng Hùng Võ được phong hàm Giáo sư năm 1992; được Chính phủ Nước Cộng hòa Dân chủ Nhân dân Lào tặng Huân chương Hữu nghị năm 2000; được Chủ tịch Nước tặng thưởng Giải thưởng Hồ Chí Minh về Khoa học, Công nghệ năm 2005 và được phong tặng danh hiệu Anh hùng Lao động thời kỳ đổi mới cùng vào năm đó.

## Sự kiện gây chú ý
Ngay khi nghỉ hưu, ông nộp Đơn tự ứng cử Đại biểu quốc hội Khóa XII được dư luận, nhân dân quan tâm và ủng hộ rất nhiều. Tuy nhiên sau đó ông xin rút đơn ứng cử.
Vào tháng 11 năm 2012, ông đã mượn hội trường của Bộ Tài nguyên và Môi trường để tổ chức đối thoại với người dân huyện Văn Giang (Hưng Yên) có liên quan đến việc thu hồi đất, giải phóng mặt bằng xây dựng khu đô thị Ecopark tại đây. Sự kiện gây ra nhiều ý kiến trái chiều của các tầng lớp xã hội.
Ông rất ủng hộ chủ trương của ông Võ Văn Hoan về phát triển kinh tế biển và cho rằng Hòn ngọc Viễn Đông là tên gọi của Sài Gòn từ lịch sử với vị trí phù hợp nối giữa Thái Bình Dương và Ấn Độ Dương vậy nên cần quan tâm tạo được quan hệ cộng sinh giữa đô thị, du lịch và rừng ngập mặn tại huyện Cần Giờ.

## Gia đình
Ông có ba đời vợ và hiện tại, ông sống cùng người vợ thứ ba là Nghệ sĩ đàn dân tộc Hồng Ánh, Giảng viên một trường nghệ thuật tại Hà Nội.